# Chợ đầu mối Bình Điền
Chợ đầu mối Bình Điền là một khu chợ chuyên cung cấp các mặt hàng nông sản, thực phẩm tại Thành phố Hồ Chí Minh, Việt Nam.
Chợ Bình Điền nằm ven đại lộ Nguyễn Văn Linh ở phía tây nam thành phố, thuộc Phường 7, Quận 8. Khu chợ này được xem là chợ đầu mối có quy mô lớn nhất Việt Nam hiện nay, với tổng diện tích là 65 ha, gồm 7 nhà lồng, 2 nhà kho, các bãi đậu xe và các công trình phụ trợ khác. Chợ kinh doanh chủ yếu mặt hàng thủy hải sản, thịt heo và rau củ với số lượng lớn. Đây cũng là chợ đầu mối duy nhất tập kết, phân phối thủy hải sản từ các tỉnh về Thành phố Hồ Chí Minh.
Chợ được khởi công xây dựng vào tháng 3 năm 2003 và chính thức đi vào hoạt động từ ngày 23 tháng 3 năm 2006.